# Lee McNeill
Lee Vernon McNeill (Lumberton, 2 dicembre 1964 – Fayetteville, 29 settembre 2021) è stato un velocista statunitense, campione mondiale della staffetta 4×100 metri a Roma 1987.
È morto nel 2021 all'età di 56 anni per complicazioni da COVID-19.

## Palmarès
| Anno | Manifestazione  | Sede | Evento  | Risultato | Prestazione | Note |
| ---- | --------------- | ---- | ------- | --------- | ----------- | ---- |
| 1987 | Mondiali        | Roma | 4×100 m | Oro       | 37"90       |      |
| 1988 | Giochi olimpici | Seul | 4×100 m | Batteria  | dq          |      |